# 3947 Сведенборґ
3947 Сведенборґ (3947 Swedenborg) — астероїд головного поясу, відкритий 1 грудня 1983 року.
Тіссеранів параметр щодо Юпітера — 3,199.